# Hans Fränkel
Hans H. Fränkel (angolosan: Hans Frankel) (Berlin, 1916. december 19. – North Haven, Connecticut, 2003. augusztus 26.) (kínai neve pinjin hangsúlyjelekkel:  Fù Hànsī; magyar népszerű: Fu Han-sze; egyszerűsített kínai: 傅汉思; hagyományos kínai: 傅漢思) német származású amerikai sinológus.

## Élete és munkássága
Hans Fränkel Berlinben született 1916-ban, apja Hermann Fränkel (1888–1977), elismert klasszika filológus. A zsidó származású Fränkel család a náci párt hatalomra kerülését követően, az 1930-as évek elején elhagyta Németországot és a kaliforniai Palo Altóban telepedett le, családnevüket Frankelre változtatták. Apja a Stanford Egyetem oktatója lett. Hans Frankel a Sanfordon kezdte meg egyetemi tanulmányait, ahol 1937-ben diplomázott. Ezt követően a Berkeley-n folytatta tanulmányait, és 1942-ben irodalomtudományból doktori fokozatot szerzett.
A második világháború idején, Frankel az amerikai hadseregben tevékenykedett német, spanyol és olasz fordítóként. Az idegen nyelvekben tehetséges fiatalember parancsnokai biztatására kínaiul is elkezdett tanulni. A háború befejezésekor a Pekingi Egyetemen képezte magát tovább (1947–1949). Itt ismerkedett meg későbbi feleségével, Csang Csung-hoval (張充和), kínai kalligráfia- és zenetanárral. Házasságukból két gyermekük született.
Frankel feleségével 1949-ben tért vissza az Egyesült Államokba, ahol Berkeley-n tartott órákat. 1959-ben kinevezték tanársegédnek a Stanfordra, 1961-től egészen az 1987-es nyugdíjba vonulásáig a Yale Egyetemen tanított. A kínai irodalom, különösen a kínai költészet szaktekintélyének számított.

## Főbb művei
- Biographies of Meng Hao-jan, (Berkeley: University of California Press, 1951; revised 1961)
- The Flowering Plum and the Palace Lady: Interpretations of Chinese Poetry, (New Haven: Yale University Press, 1976)